# Tat'jana Lebedeva (sciatrice)
Tat'jana Lebedeva (in russo Татьяна Лебедева?; Kiev, 20 maggio 1973) è un'ex sciatrice alpina russa.
Agli inizi della carriera, prima della dissoluzione dell'Unione Sovietica (1991), gareggiò per la nazionale sovietica; ai XVI Giochi olimpici invernali di Albertville 1992 fece parte della Squadra Unificata.

## Biografia
Specialista delle prove veloci, la Lebedeva debuttò in campo internazionale in occasione dei Mondiali juniores di Zinal 1990 e ottenne il primo piazzamento in Coppa del Mondo l'8 febbraio 1991 nella discesa libera di Garmisch-Partenkirchen, giungendo 9ª. Nella sua unica presenza olimpica, Albertville 1992, si classificò 19ª nella discesa libera, 28ª nel supergigante e 18ª nella combinata. Nella stagione 1992-1993 ottenne il suo unico podio in Coppa del Mondo, con il 2º posto del 20 dicembre nel supergigante di Lake Louise, e partecipò ai suoi primi Campionati mondiali: a Morioka 1993 fu 14ª nella discesa libera, 28ª nel supergigante e 34ª nello slalom gigante.
Nella successiva rassegna iridata, Sierra Nevada 1996, fu 18ª nel supergigante ma poi fu costretta al ritiro dalle competizioni in seguito a un grave incidente occorsole durante le prove della discesa libera, quando durante la sua discesa investì un tecnico americano incautamente entrato in pista senza che la gara fosse fermata: la russa subì gravi fratture a una gamba che troncarono la sua carriera; la sua ultima gara in Coppa del Mondo rimase così il supergigante di Val-d'Isère del 4 febbraio precedente, chiuso dalla Lebedeva al 31º posto.

## Palmarès

### Coppa del Mondo
- Miglior piazzamento in classifica generale: 26ª nel 1993
- 1 podio:
  - 1 secondo posto

### Coppa Europa
- 1 podio (dati dalla stagione 1994-1995):
  - 1 secondo posto

### Campionati russi
- 2 medaglie[3]:
  - 1 oro (supergigante nel 1995)
  - 1 argento (slalom gigante nel 1995)